# IC 1264
IC 1264 је спирална галаксија у сазвјежђу Херкул која се налази на листи објеката дубоког неба у Индекс каталогу.
Деклинација објекта је + 43° 37' 44" а ректасцензија 17h 33m 16,8s. Привидна величина (магнитуда) објекта IC 1264 износи 14,1 а фотографска магнитуда 15,1. IC 1264 је још познат и под ознакама UGC 10904, MCG 7-36-22, CGCG 226-27, PGC 60484.